# Riparo
Pour plus de détails, voir Fiche technique et Distribution.
Riparo (Shelter Me ; Riparo – Anis tra di noi) est un film franco-italien réalisé par Marco Simon Puccioni, sorti en 2007.

## Fiche technique
- Titre original : Riparo
- Titre anglais : Shelter Me / Shelter
- Réalisation : Marco Simon Puccioni
- Scénario : Marco Simon Puccioni, Monica Rametta, Heidrun Schleef (it)
- Photographie : Tarek Ben Abdallah
- Montage : Roberto Missiroli (it)
- Musique : Dario Arcidiacono, Cristiano Fracaro
- Scénographie : Emita Frigato (it)
- Producteur : Francesca Van Der Staay
- Société de production : Intelfilm, Adesif Productions, Rai Cinema
- Pays d'origine :  Italie |  France
- Langue : Italien
- Format : couleur - 35 mm - Son : Dolby Digital
- Genre : drame et romance
- Durée : 98 minutes (1 h 38)
- Dates de sortie :
  -  Allemagne : 13 février 2007 (Berlinale)
  -  États-Unis : 24 mars 2007 (New Directors/New Films)
  -  Grèce : 21 avril 2007 (Berlinale à Athènes)
  -  Italie : 10 mai 2007 (Shadowline SFF) / 18 janvier 2008 (sortie nationale)
  -  Norvège : 19 août 2007 (Haugesund International Film Festival)
  -  France : 27 septembre 2007 (Festival du film italien d'Annecy) / 29 octobre 2008 (sortie nationale)
  -  Espagne : 11 janvier 2008
  -  Belgique : 6 août 2008

## Distribution
- Maria de Medeiros : Anna
- Antonia Liskova : Mara
- Mounir Ouadi : Anis
- Gisella Burinato (it) : la mère d'Anna
- Vitaliano Trevisan : Salvio
- Stefania Dadda (it) :

## Distinctions
- 2007 - Festival du film italien d'Annecy : Grand prix Annecy Cinéma Italien
- 2008 - David di Donatello
  - Nomination Meilleure actrice principale pour Antonia Liskova

- 2008 - Ruban d'argent
  - Ruban d'argent européen pour Antonia Liskova

- 2008 - Globe d'or
  - Globe d'or de la meilleure actrice - révélation pour Antonia Liskova
  - Globe d'or de la meilleure actrice européenne pour Maria de Medeiros
  - Nomination Globe d'or de la meilleure actrice pour Antonia Liskova